# زبان اتروسکی
زبان اتروسکی  زبان گفتاری و نوشتاری از تمدن اتروسک در ایتالیا و در منطقه باستانی اتروریا (توسکانی مدرن به علاوهٔ اومبریای غربی و لتیوم شمالی) و در بخش‌هایی از لومباردی، ونتو است.

## نسخه‌های خطی
- ETP: Etruscan Texts Project A searchable database of Etruscan texts.
- Etruscan Inscriptions in the Royal Ontario Museum, article by Rex Wallace displayed at the umass.edu site.

## نوشتار
- Etruscan and Early Italic Fonts, download site by James F. Patterson at webspace.utexas.edu.